# Oles Sanin
Oles Hennadiyovych Sanin (ukrainien : Олесь Геннадійович Санін) né le 30 juillet 1972 à Kamin-Kashyrskyi, est un réalisateur, acteur, producteur et musicien ukrainien.

## Biographie
Sanin naît en 1972 à Kamin-Kashyrskyi dans l'oblast de Volhynie. Il est diplômé en 1993 de l'Université National de Théâtre, de Cinéma et de Télévision de Kiev.
De 1994 à 2000, il travaille comme réalisateur, directeur de photographie et directeur de production dans la section ukrainienne de l'organisation Internews. Il y réalise de nombreux documentaires pour des chaînes de télévision ukrainienne et étrangère comme 1+1, TNT, NTV, Polsat ou Canal+.
Deux de ses films, Mamay (2003) et The Guide (2014), ont été proposés à l'Oscar du meilleur film étranger,. The Guide sera récompensé durant le 30e Festival International du Film de Varsovie.
Sanin est aussi musicien, puisqu'il joue du bandura, du torban, de la vielle à roue et suit la tradition volhynienne des joueurs de vielle à roue. Il est membre de la Guilde des Kobzars de Kiev, une organisation de musicien itinérants.

## Récompenses
- Prix Alexandre-Dovjenko pour le film Mamaï en 2003 cité dans la liste des 100 meilleurs films de l'histoire du cinéma ukrainien.
- Médaille d'argent de l'Académie ukrainienne des arts

## Filmographie

### Longs métrages
- 1995 – Atentat – osinnie vbivstwo u Miunkheni (acteur)
- 2003 – Mamaï (réalisateur, scénariste, acteur)
- 2012 – Match ( réalisateur adjoint )
- 2013 – Le Guide (réalisateur, scénariste), film représentant l'Ukraine à l'Oscar du meilleur film international.
- 2023 : Dovbouch (Довбуш), réalisateur[3].

### Films documentaires
- 1994 – Matinka Nadiya ( Mère Nadia )
- 1994 – Buria ( La Tempête )
- 1995 – Zymno ( Hiver )
- 1996 – Pustyn' ( Déserts )
- 1998 – Tanok morzha ( La danse du morse )
- 1999 – Natsiya. Lemky ( Une Nation – Lemkos )
- 1999 – Natsiya. Yevreyi ( Une Nation – Juifs )
- 1999 – Hrikh ( péché )
- 2000 – Rizdvo, abo iak Hutsuly kintsia svitu chekaly (Noël ou comment les Hutsuls attendaient la fin du monde)
- 2001 – Аkvarel' ( L'Aquarelle )
- 2005 – Den' siomyi ( Le septième jour )
- 2008 – Perebyzhchyk ( The Defector )
- 2017 – Moment Perelomnyi : vijna za demokratiyu v Ukrayini ( Breaking Point : La guerre pour la démocratie en Ukraine)